# Casa Diviu
Casa Diviu és una casa del municipi de Cerdanyola del Vallès (Vallès Occidental) inclosa en l'Inventari del Patrimoni Arquitectònic de Catalunya.

## Descripció
Edifici unifamiliar, de planta rectangular, amb planta baixa, pis i golfes. Presenta coberta a dues vessants amb el carener perpendicular a la façana el Passeig Cordelles. El conjunt mostra la inspiració en l'estil gòtic (ús de finestres amb claustra, motllures guardapols amb permòdols, etc.). L'accés a l'edifici es realitza a través del jardí situat a la banda dreta de l'edifici. Les obertures són rectangulars. En l'actualitat, la casa ha quedat envoltada de construccions modernes.

## Història
L'edifici, bastit a inicis del segle XX en estil neogòtic, és obra d'Eduard M. Balcells i Buigas, arquitecte municipal de Cerdanyola del Vallès des del 1905. Es va restaurar a finals del segle xx.